# مارك لوتز (منافس ألعاب قوى)
مارك لوتز (بالإنجليزية: Mark Lutz)‏ هو منافس ألعاب قوى أمريكي، ولد في 23 ديسمبر 1951.

## وصلات خارجية
- مارك لوتز على موقع أوليمبيديا (الإنجليزية)